# سترومیتس
سترومیتس (به لهستانی:  Stromiec) یک روستا در لهستان است که در گمینا سترومیتس واقع شده‌است. سترومیتس ۹۰۹ نفر جمعیت دارد.